# Clara Lucas Balfour
Clara Lucas Balfour (Hampshire, 21 de dezembro de 1808 — Croydon, 3 de julho de 1878) foi uma escritora edefensora do movimento da temperança britânica. Por muitos anos, esteve associada a movimentos filantrópicos de sua época.